# Nishimura Haruki
Haruki Nishimura (sinh ngày 31 tháng 5 năm 1987) là một cầu thủ bóng đá người Nhật Bản.

## Sự nghiệp câu lạc bộ
Haruki Nishimura đã từng chơi cho Omiya Ardija, Arte Takasaki và FC Ganju Iwate.